# Phyllobrotica nigripes
Phyllobrotica nigripes is een keversoort uit de familie bladkevers (Chrysomelidae). De wetenschappelijke naam van de soort werd in 1893 gepubliceerd door George Henry Horn.